# Dmytro Deliatytsky
Dmytro Ievhenovytch Deliatytsky (en ukrainien : Дмитро Євгенович Делятицький)  est un militaire ukrainien, commandant de l'Infanterie navale ukrainienne à partir de février 2024.

## Affectations
Il est commandant de l'Infanterie navale ukrainienne à partir de février 2024 après avoir été chef d'état-major du même corps. Il est commandant de la 36e brigade d'infanterie navale de 2015 à 2018.

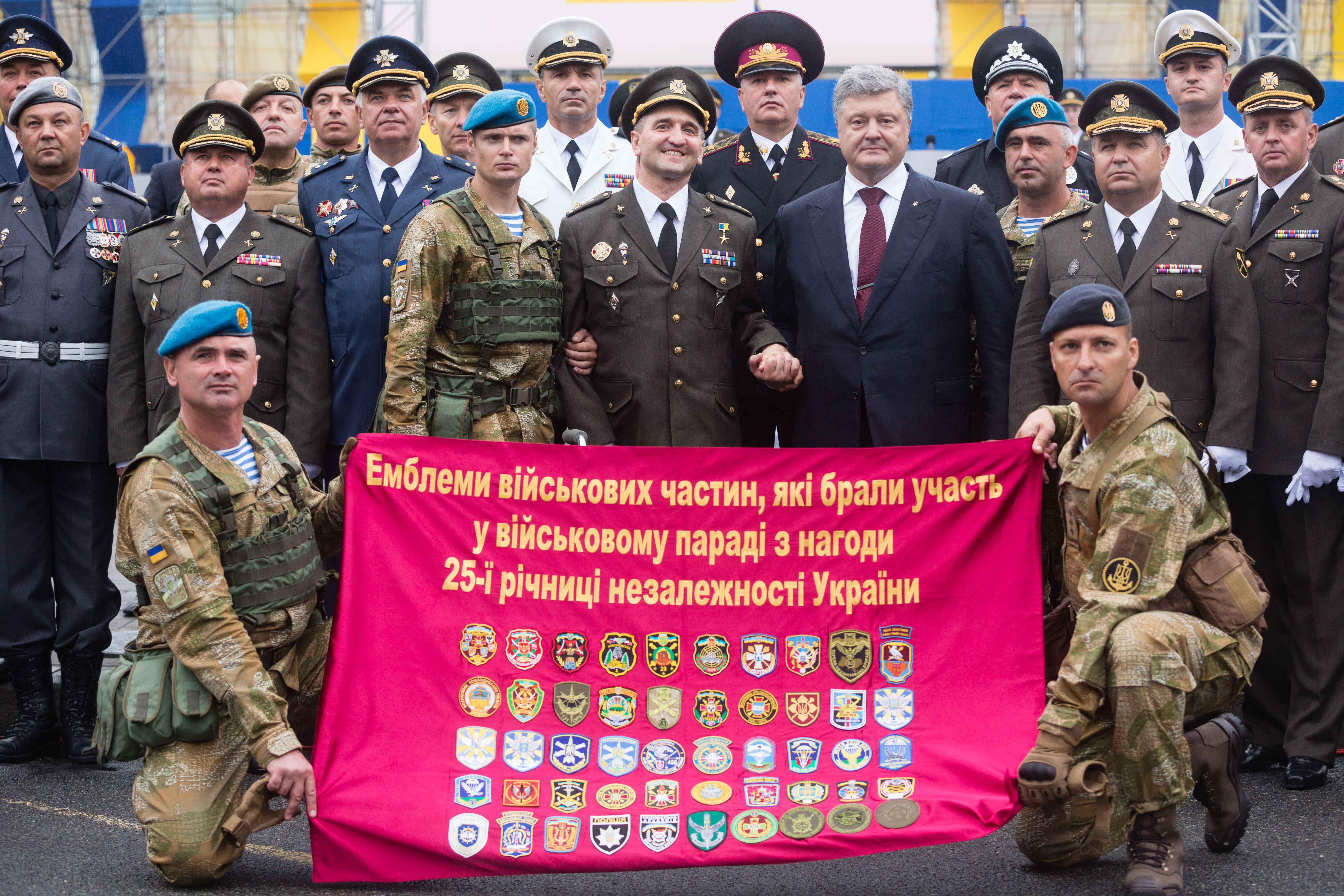
En 2016 avec Petro Porochenko, Stepan Poltorak, Andriy Kovaltchouk, Viktor Moujenko, Serhiï Popko, Valeriï Tchybineïev, Ihor Hordiytchouk, Oleh Hout, Ihor Vorontchenko lors du Défilé du Jour de l'indépendance à Kiev.

Il est diplômé de l'Académie militaire d'Odessa en 1997 et commence sa carrière dans la 127e brigade mécanisée. En 2014, lors de l'invasion de la Crimée, il refuse de déposer les armes avec son bataillon de marines (unité A2272) qui est basé à Théodosie et est fait prisonnier. Le 26 mars 2014 il est libéré avec ses hommes. Il est général depuis 2021.